# Blaenavon
Blaenavon (en galés, Blaenafon) es una ciudad y un lugar Patrimonio de la Humanidad en el sureste de Gales, que queda en la fuente del Afon Llwyd al norte de Pontypool, dentro de los límites históricos de Monmouthshire. La ciudad queda en lo alto de una colina y tiene una población de 6.349 habitantes.
Blaenavon y sus alrededores fueron designados Patrimonio de la Humanidad por la Unesco en 2000 con la denominación Paisaje industrial de Blaenavon.

## Historia
Blaenavon creció alrededor de una fundición de hierro se abrió en 1788, parte de la cual es hoy un museo.  Le siguió la realización de industrias de acero y la minería del carbón, aumentando la población de la ciudad a más de 20.000 en un tiempo, pero desde que se cerró la fundición en 1900 y la mina de carbón en 1980, la población ha decrecido, y actualmente consiste en su mayor parte antiguos ciudadanos.
Se han hecho intentos recientemente devolver la imagen de la ciudad presentándola como la segunda «ciudad de libro» de Gales (siendo la primera Hay-on-Wye). Sin embargo después de un año de intentar atraer visitantes el proyecto parece haber fracasado. Esto puede atribuirse a una combinación de la remota localización de la ciudad y la competición existente con Hay. Los inversores y el interés local han transformado completamente la principal vía pública (Broad Street) de lo que solía ser y las librerías (las pocas que han sobrevivido) almacenan libros de buena calidad y valiosos. Hay muchos grupos comunitarios prósperos dentro de la ciudad, incluyendo Future Blaenavon, que ha desarrollado para crear jardines comunitarios en la parte baja de la ciudad.
Las atracciones de la ciudad incluyen el museo Big Pit National Coal Museum (un punto de referencia de ERIH, la ruta europea del patrimonio industrial), Blaenavon Iron Works, el ferrocarril de Pontypool y Blaenavon, el coro de voces masculinas de Blaenavon y muchos senderos históricos a través de las montañas de Blaenavon.
Blaenavon está hermanado con Coutras en Francia.

### Excavación delTime Team
El programa de televisión dedicado a la arqueología de Channel 4, llamado Time Team, fue a Blaenavon durante su serie de febrero de 2001 para encontrar «The Lost Viaduct - el primer viaducto ferroviario del mundo». Fue construido en 1790, para ser usado por vagones arrastrados por caballos para llevar el carbón de las minas. A pesar de ser unos 40 metros de largo y 10 metros de alto, dentro de alrededor de 25 años de su construcción había desaparecido completamente. Pero sin ningún dato sobre su demolición, el grupo estaba allí para ver lo que podría ser algún resto de esta estructura. Con el tiempo, durante la tarde del tercer día de excavaciones, el equipo consiguió descubrir la parte alta del viaducto, cuya cubierta arqueada, bajo 12-15 metros de basura y tierra, aún permanecía aparentemente en pie. Sin embargo, debido a que era tan tarde en su última día, y por razones de seguridad, fueron incapaces de excavar algo más. No obstante, futuras excavaciones arqueológicas podrían tener más éxito.